# Укман
Укма́н (рос. Укман, башк. Уҡман) — присілок у складі Благовіщенського району Башкортостану, Росія. Входить до складу Старонадеждинської сільської ради.
Населення — 28 осіб (2010; 24 в 2002).
Національний склад:
- росіяни — 96 %